# John Nilsson (Radsportler)
John Nilsson (* 12. September 1978 in Mora) ist ein schwedischer Straßenradrennfahrer.
John Nilsson wurde 1999 schwedischer Meister im Mannschaftszeitfahren. 2001 wurde er Profi bei der französischen Mannschaft Saint-Quentin–Oktos. In seinem zweiten Jahr dort gewann er das Eintagesrennen Boucles Catalanes. Ab 2003 fuhr er für das Team Auber 93. Dort gewann er 2003 das Scandinavian Open Road Race und die Gesamtwertung bei der Vuelta a Tenerife. 2005 war er bei Bordeaux–Saintes und beim Soldvarvi Grand Prix erfolgreich.

## Erfolge
1999
- Schwedischer Meister – Mannschaftszeitfahren (mit Michael Andersson und Marcus Ljungqvist)

2003
- Scandinavian Open Road Race

2005
- Bordeaux–Saintes

## Teams
- 2001 Saint-Quentin–Oktos (Stagiaire)
- 2002 Saint-Quentin–Oktos (Stagiaire)
- 2004 Auber 93
- 2005 Auber 93
- 2006 Auber 93